# 四丁基氯金酸铵
四丁基氯金酸铵是一种季铵盐，化学式为nBu4N[AuCl4]，其中nBu表示正丁基。它可由氯金酸水合物的乙醇溶液和四丁基氯化铵反应得到。它和苯肼盐酸盐反应，可以得到四丁基氯亚金酸铵（nBu4N[AuCl2]）。
2 nBu4N[AuCl4] + PhNHNH2·HCl → nBu4N[AuCl2] + nBu4N[PhAuCl3] + N2 + 4 HCl
它可以催化硝酸氧化硫醚至亚砜的反应以及邻炔基苯胺的环化反应。